# Niclas Burström
Arne Niclas Tobias Burström, född 25 januari 1991 i Jörns församling, Västerbottens län, är en svensk professionell ishockeyspelare som spelar för Schwenninger Wild Wings i DEL.
Han noterades för ett framträdande med Skellefteå AIK i Elitserien under säsongen 2008/2009, men började spela mer regelbundet i högsta serien först säsongen efter, då han gjorde 11 matcher för Skellefteå innan han lånades ut till och avslutade säsongen i den allsvenska klubben Växjö Lakers.
Burström har utvecklats till en av SHL:s bästa backar och har spelat till sig en fast plats i Tre Kronor. Han har spelat fem raka SM-finaler med Skellefteå AIK och varit tongivande under klubbens två SM-guld 2013 och 2014. Efter säsongen 2015/2016 tilldelades Burström dels Salming Trophy som bäste svenskfödde back i SHL och dels blev han invald i SHL all star-lag. Spelar from säsongen 22/23 i IK Oskarshamn.

## Klubbar
- Jörns IF [1]
- Skellefteå AIK J20, SuperElit (2006/2007 - 2009/2010)
- Skellefteå AIK, SHL (2009/2010 - 2016/2017)
- HK Vitjaz Podolsk, KHL (2017/2018)
- HK Jugra Chanty-Mansijsk, KHL (2017/2018)
- Växjö Lakers HC, SHL (2018/2019)
- Skellefteå AIK, SHL (2019/2020 - 2020/2021)
- Schwenninger Wild Wings, DEL (2021/2022)